# Fissidens inclinis
Fissidens inclinis är en bladmossart som beskrevs av C. Müller 1897. Fissidens inclinis ingår i släktet fickmossor, och familjen Fissidentaceae. Inga underarter finns listade i Catalogue of Life.